# 多層式四子棋
多層式四子棋（Qubic），是Parker Brothers公司在1953年推出的連棋類遊戲。

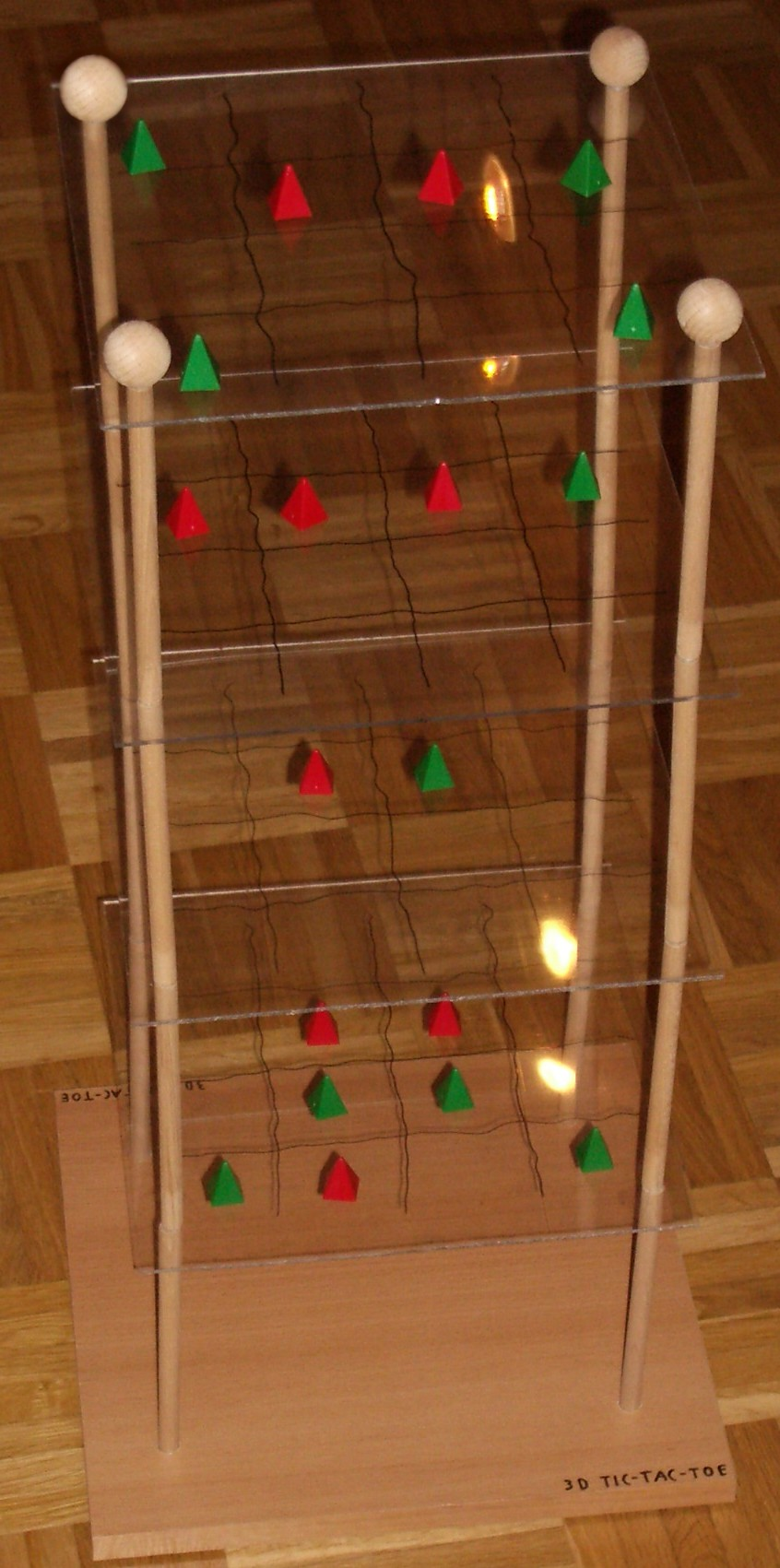
多層式四子棋

這個遊戲其實就是4x4x4的立體井字遊戲。

## 棋具
- 四層棋盤，每層為4*4方格。
- 每方三十二枚棋子。

## 規則
- 雙方必須輪流下一子於任何層的空棋格。

- 當己方四枚以在三維上，以縱、橫、斜方向連成一線時獲勝[1]。

## 外部連結
- 線上遊戲
- 線上遊戲